# Nguyễn Công Trang
Nguyễn Công Trang (1925 – 20 tháng 10 năm 2015) là một sĩ quan cấp cao của Quân đội nhân dân Việt Nam, hàm Thiếu tướng, nguyên nguyên Phó Chính ủy Bộ Tư lệnh B5, nguyên Phó Chính ủy Trường Đại học Kỹ thuật Quân sự (nay là Học viện Kỹ thuật Quân sự), nguyên Phó Chính ủy Quân đoàn 2, nguyên Phó Hiệu trưởng Học viện Chính trị, nguyên Chính ủy Quân đoàn 6.

## Tiểu sử
- Thiếu tướng Nguyễn Công Trang sinh ở xã Tiên Tân, huyện Duy Tiên, tỉnh Hà Nam.